# Carl Busse (Baumeister)
Carl Johann Otto Busse (* 22. September 1834 in Berlin; † 3. Dezember 1896 in Charlottenburg) war ein deutscher Architekt, preußischer Baubeamter und Erster Direktor der Reichsdruckerei.

## Leben
Carl Busse wurde als Sohn des Architekten Carl Ferdinand Busse in Berlin geboren. Nach dem Abitur am Französischen Gymnasium und einer kaufmännischen Ausbildung bei den Tuchfabrikanten Prätorius und Protzen in Luckenwalde studierte Busse an der Berliner Bauakademie und legte das Bauführerexamen (1. Staatsexamen) ab.
Praktische Erfahrungen erwarb er beim Bau der Nationalgalerie und der Instandsetzung des Halberstädter Doms ab 1858 sowie als Bauführer unter Ferdinand von Arnim. Nach dem 1863 abgelegten Baumeisterexamen (2. Staatsexamen) und der Auszeichnung mit dem Schinkelpreis bereiste Busse für ein halbes Jahr zu Studienzwecken Italien. Ab 1863 leitete Busse wiederum die Instandsetzungsarbeiten am Halberstädter Dom. Nach dem Deutsch-Dänischen Krieg heiratete er 1865 die Schwester Gustav Klamroths.
Nach der Umsiedlung nach Berlin leitete Busse ab 1866 den Ausbau der Königlich Preußischen Staatsdruckerei, um dieser ab 1869 als stellvertretender Direktor und – ab April 1873 – als Direktor vorzustehen. Unter seiner Leitung entstand am 1. April 1879 durch Vereinigung der Königlich Preußischen Staatsdruckerei mit der Königlich Geheimen Oberhofbuchdruckerei von Decker die Reichsdruckerei. Der offizielle Gründungstag der Reichsdruckerei war der 6. Juli 1879 und Busse wurde ihr erster Direktor.
1879 wurde Busse zum Geheimen Regierungsrat und 1888 zum Geheimen Oberregierungsrat ernannt. 1895 ging er aus gesundheitlichen Gründen in den Ruhestand.
Carl Busse starb 1896 im Alter von 62 Jahren in seiner Wohnung im Haus Kurfürstendamm 13 in Charlottenburg und wurde auf dem Friedrichswerderschen Friedhof an der Bergmannstraße beigesetzt, wo auch seine Eltern ihre letzte Ruhe gefunden hatten. Die Gräber sind erhalten.

## Bauten und Entwürfe (Auswahl)
- 1862: Wohnhaus Regentenstraße 3
- 1862–1863: Wohnhaus Regentenstraße 20
- 1862–1865: Wohnhäuser Regentenstraße 23/24 (gemeinsam mit seinem Vater Carl Ferdinand Busse)
- 1879–1881: Gebäude der Reichsdruckerei, Oranienstraße 90/91
- 1881–1883: Umbau im Stil der Neorenaissance und historische Überformung von Schloss Britz[5]
- 1888: Dorfkirche Britz
- 1889–1893: Erweiterungsbau der Reichsdruckerei, Alte Jakobstraße 113–116

## Auszeichnungen
- Schinkelpreis

## Mitgliedschaften
- Mitglied im Architektenverein zu Berlin (ab 1857)
- Mitglied der technischen Deputation für Gewerbe[2]
- Nichtständiges Mitglied des Patentamts (ab 1. Juli 1877)[2]
- Außerordentliches Mitglied der Preußischen Akademie des Bauwesens[2]